# Casa Gibert (Camallera)
La casa Gibert és una casa de Camallera, al municipi de Saus, Camallera i Llampaies (Alt Empordà), inclosa a l'Inventari del Patrimoni Arquitectònic de Catalunya. Està situada dins del nucli urbà de la població de Camallera, a la part de migdia del terme, al veïnat de Sant Sebastià.

## Descripció
És un edifici de planta rectangular, format per tres crugies, amb una zona de jardí situada a la part de migdia de la construcció. Cap al nord, la construcció està adossada a altres construccions. La casa presenta la coberta de teula de dues vessants i està distribuïda en planta baixa i dos pisos. La façana principal, orientada a ponent, presenta totes les obertures d'arc rebaixat bastides amb maons. A la planta baixa hi ha el portal d'accés a l'interior i dues finestres situades a banda i banda. Al primer pis hi ha tres balcons exempts amb les llosanes motllurades, i a la segona planta tres finestres simples reformades. Aquestes obertures dels pisos superiors presenten una reforma amb rajola vidrada, a la zona de la llinda. Per les bandes sud i est, la casa presenta un cos adossat cobert amb una gran terrassa al pis delimitada, amb una barana d'obra decorada. Un gran portal d'accés des del carrer, d'arc rebaixat bastit amb maons, que dona pas al pati i el jardí.
La construcció és bastida amb pedra desbastada lligada amb morter i disposada irregularment.

## Història
La construcció de l'edifici es data entre els segles xviii-xix. Fins fa no gaire temps, el principal interès de l'edifici era la façana, ja que tot el parament estava arrebossat i decorat amb un esgrafiat geomètric, actualment desaparegut.